# 금당중학교 (전남)
금당중학교(金堂中學校)는 대한민국 전라남도 완도군 금당면 육산리에 있는 공립 중학교이다.

## 학교 연혁
- 1967년 9월 8일 : 금당중학교 설립 인가
- 1968년 3월 19일 : 금당중학교 개교
- 2000년 3월 1일 : 금당초·중학교 통합 운영
- 2022년 9월 1일 : 중학교 제29대 한국현 교장 부임
- 2024년 1월 5일 : 중학교 제54회 졸업(총 2,891명)

## 참고 자료
- 금당중학교 - 한국교육학술정보원 학교알리미